# Alba August
Alba Adèle August (* 6. Juni 1993 in Kopenhagen) ist eine schwedisch-dänische Schauspielerin und Sängerin.

## Persönliches
Alba August ist die Tochter des dänischen Regisseurs Bille August und der schwedischen Schauspielerin und Regisseurin Pernilla August. Ihre Schwester Asta Kamma August ist auch schauspielerisch tätig.

## Karriere
August fing als Kinderdarstellerin an. Ihre erste Rolle hatte sie 2001 im Film  En Sång för Martin ihres Vaters. 2016 spielte sie eine Geisel in der Serie Countdown Copenhagen. 2018 verkörperte sie im Kinofilm Astrid die junge Astrid Lindgren. Von 2018 bis 2020 war August in einer der Hauptrollen der dänischsprachigen Netflix-Serie The Rain zu sehen.
2019 wurde August mit dem Nachwuchspreis „Rising Star“ des Stockholm Film Festival ausgezeichnet.
Im Juli 2020 veröffentlichte August ihre erste Single We’re Not Gonna Make It. Im Januar 2021 folgte mit Lights ihr zweiter Song.

## Filmografie (Auswahl)
- 2001: En sång för Martin
- 2010: Bessere Zeiten (Svinalängorna)
- 2013: Mord im Mittsommer (Morden i Sandhamn, Fernsehserie, 3 Episoden)
- 2013: IRL (Regie: Erik Leijonborg)
- 2015: Jordskott – Der Wald vergisst niemals (Jordskott, Fernsehserie, 3 Episoden)
- 2017: Countdown Copenhagen (Gidseltagningen, Fernsehserie, 8 Episoden)
- 2018: Astrid (Unga Astrid)
- 2018–2020: The Rain (Fernsehserie, 20 Episoden)
- 2019: Quick – Die Erschaffung eines Serienkillers (Quick)
- 2020: Orca
- 2021–2024: Everyone but us (Alla utom vi) (Fernsehserie, 20 Episoden)
- 2021: Tusind Timer
- 2021, 2024: Knutby (Fernsehserie, 7 Episoden)
- 2023: Blackwater (Händelser vid vatten, Fernsehserie, 6 Episoden)
- 2023: Stockholm Bloodbath
- 2024: Bullshit (Fernsehserie, 6 Episoden)
- 2024: STHLM Blackout (Fernsehserie, 4 Episoden)

## Diskografie
Alben
- 2021: I Still Hide

Singles
- 2020: We’re Not Gonna Make It
- 2021: Lights
- 2021: Killing Time
- 2021: Quitter
- 2021: Honey